# Prima Ligă Sovietică
Prima Ligă Sovietică a fost cel de-al doilea eșalon fotbalistic din Uniunea Sovietică, după Liga Superioară a URSS. Competiția s-a jucat din 1936 până la  destrămarea Uniunii Sovietice în 1991.
A fost cunoscută sub denumirile (cronologic): Grupa B (1936-1940), Grupa 2 (1945-1949), Clasa B (1950-1962), și Clasa A (1963-1970), înainte de a fi redenumită în Prima Ligă în 1971. Numărul echipelor participante în ligă de-a lungul anilor a variat consistent. În anii 1940 - anii 1970 liga era formată din câteva grupe paralele. Câștigătoarele grupelor se calificau în Liga Superioară.

## Lista câștigătoarelor
| Sezon            | Câștigătoare                                                                                      | Locul 2                                                          | Note                                                                   |
| ---------------- | ------------------------------------------------------------------------------------------------- | ---------------------------------------------------------------- | ---------------------------------------------------------------------- |
| 1936 (primăvară) | Dinamo Tiflis                                                                                     | ZIS Moscova Stalineț Leningrad                                   |                                                                        |
| 1936 (toamnă)    | Serp i Molot Moscova                                                                              | Temp Baku Stalineț Moscova                                       |                                                                        |
| 1937             | Spartak Leningrad                                                                                 | FC Dinamo Rostov/Don Temp Baku                                   |                                                                        |
| 1938             |                                                                                                   |                                                                  | nu s-a ținut, parte a Ligii Superioare                                 |
| 1939             | Krîlia Sovetov Samara                                                                             | Lokomotivi Tbilisi FC Dynamo Rostov/Don                          |                                                                        |
| 1940             | Krasnaya Zarya Leningrad                                                                          | FC Spartak Leningrad Stroitel Yuga Baku                          |                                                                        |
| 1941-44          |                                                                                                   |                                                                  | competiția nu s-a ținut, din cauza celui de-Al Doilea Război Mondial   |
| 1945             | Krîlia Sovetov Kuibîșev                                                                           | VVS Moscova FC Districtul Militar Moscova                        |                                                                        |
| 1946             | VVS Moscova                                                                                       | FC Pișcevik Moscova                                              | Finala: VVS-Pișcevik 3:2 1:0                                           |
| 1947             | Lokomotiv Moscova                                                                                 | Torpedo Gorkii Lokomotiv Harkiv                                  | grupă finală din câștigătoarele a șase grupe                           |
| 1948             | Lokomotiv Harkiv                                                                                  | Metallurg Moscova Dinamo Erevan                                  | grupă finală din câștigătoarele a șase grupe                           |
| 1949             | Spartak Tbilisi                                                                                   | Kalinin Kaliningrad Harciovik Odessa                             | grupă finală din câștigătoarele a șase grupe                           |
| 1950             | VMS Moscova                                                                                       | Torpedo Gorkii Spartak Vilnius                                   |                                                                        |
| 1951             | Kalinin                                                                                           | Dinamo Minsk Lokomotiv Moscova                                   |                                                                        |
| 1952             | Lokomotiv Harkiv                                                                                  | Spartak Vilnius DO Tbilisi                                       | trei grupe preliminare                                                 |
| 1953             | Dynamo Minsk                                                                                      | Torpedo Gorkii Shakhtar Stalino                                  | trei grupe preliminare                                                 |
| 1954             | Shakhtar Stalino                                                                                  | Spartak Vilnius Neftchi Baku                                     | trei grupe                                                             |
| 1955             | Burevestnik Chișinău ODO Sverdlovsk                                                               | Spartak Kalinin Spartak Erevan                                   | două grupe, fără o finală                                              |
| 1956             | Spartak Minsk Krîlia Sovetov Kuibîșev                                                             | Torpedo Taganrog ODO Tbilisi                                     | două grupe, fără o finală                                              |
| 1957             | Avangard Leningrad                                                                                | Spartak Stanislavov SK Districtul Militar Tbilisi                | patru grupe                                                            |
| 1958             | SK Districtul Militar Rostov-na-Donu                                                              | SK Districtul Militar Sverdlovsk SK Flota Mării Negre Sevastopol | grupă finală din câștigătoarele a șase grupe                           |
| 1959             | Admiralteets Leningrad                                                                            | Trudovîe Rezervî Leningrad Trud Voronej                          | șapte grupe; grupă finală între câștigătoarele a patru grupe selectate |
| 1960             | Trud Voronej (RSFSR) Metalurh Zaporojie (UkrSSR) Torpedo Kutaisi (alte republici)                 | FC Irtysh Omsk Sudobudivnyk Mykolaiv Lokomotivi Tbilisi          | nouă grupe, trei grupe finale                                          |
| 1961             | Krylya Sovetov Kuybyshev (RSFSR) Cernomoreț Odessa (UkrSSR) Torpedo Kutaisi (alte republici)      | Terek Grozny SCA Odessa Lokomotivi Tbilisi                       | zece grupe, trei grupe finale                                          |
| 1962             | Spartak Krasnodar (RSFSR) Trudovye Rezervy Lugansk (UkrSSR) Shakhtyor Karaganda (other republics) | Trud Voronezh Cernomoreț Odessa Lokomotiv Gomel                  | zece grupe, trei grupe finale                                          |
| 1963             | Șinnik Iaroslavl                                                                                  | Torpedo Gorkiy Trud Voronezh                                     |                                                                        |
| 1964             | Lokomotiv Moscova                                                                                 | SCA Odessa Pakhtakor Tashkent                                    | două grupe preliminare                                                 |
| 1965             | Ararat Yerevan                                                                                    | Kairat Alma-Aty Avanhard Harkiv                                  | două grupe preliminare                                                 |
| 1966             | Zorya Luhansk                                                                                     | Žalgiris Vilnius Politotdel Tashkent                             | trei grupe                                                             |
| 1967             | Dynamo Kirovabad                                                                                  | Șahtior Karagandî SCA Kiev                                       | trei grupe                                                             |
| 1968             | Uralmash Sverdlovsk                                                                               | Karpatî Lvov Irtîș Omsk                                          | patru grupe                                                            |
| 1969             | Spartak Ordzhonikidze                                                                             | Dnipro Dnipropetrovsk SKA Khabarovsk                             | cinci grupe                                                            |
| 1970             | Karpatî Lvov                                                                                      | Kairat Alma-Aty Dnipro Dnipropetrovsk                            |                                                                        |
| 1971             | Dnipro Dnipropetrovsk                                                                             | Lokomotiv Moscova Cernomoreț Odessa                              |                                                                        |
| 1972             | Pakhtakor Tashkent                                                                                | Șahtar Donețk FC Cernomoreț Odessa                               |                                                                        |
| 1973             | Cernomoreț Odessa                                                                                 | Nistru Chișinău Lokomotiv Moscova                                |                                                                        |
| 1974             | Lokomotiv Moscova                                                                                 | SKA Rostov/Donu Dinamo Minsk                                     |                                                                        |
| 1975             | Krylya Sovetov Kuybyshev                                                                          | Dinamo Minsk Torpedo Kutaisi                                     |                                                                        |
| 1976             | Kairat Almaty                                                                                     | Neftchi Baku Pakhtakor Tashkent                                  |                                                                        |
| 1977             | Spartak Moscova                                                                                   | Pakhtakor Tashkent Tavria Simferopol                             |                                                                        |
| 1978             | Krîlia Sovetov Samara                                                                             | SKA Rostov/Donu Dinamo Minsk                                     |                                                                        |
| 1979             | Karpatî Lvov                                                                                      | Kuban Krasnodar Pamir Dushanbe                                   |                                                                        |
| 1980             | Tavria Simferopol                                                                                 | Dnipro Dnipropetrovsk Metalist Kharkiv                           |                                                                        |
| 1981             | Metalist Kharkiv                                                                                  | Torpedo Kutaisi Lokomotiv Moscova                                |                                                                        |
| 1982             | Žalgiris Vilnius                                                                                  | Nistru Chișinău Kolos Nikopol                                    |                                                                        |
| 1983             | Kairat Almatî                                                                                     | SKA Rostov/Donu Fakel Voronej                                    |                                                                        |
| 1984             | Fakel Voronezh                                                                                    | Torpedo Kutaisi SKA Karpatî Lvov                                 |                                                                        |
| 1985             | Daugava Rīga                                                                                      | ȚSKA Moscova SKA Karpatî Lvov                                    | două grupe preliminare, two final groups                               |
| 1986             | ȚSKA Moscova                                                                                      | Guria Lanchkhuti Daugava Rīga                                    |                                                                        |
| 1987             | Cernomoreț Odessa                                                                                 | Lokomotiv Moscova Daugava Rīga                                   |                                                                        |
| 1988             | Pamir Dushanbe                                                                                    | Rotor Volgograd ȚSKA Moscova                                     |                                                                        |
| 1989             | ȚSKA Moscova                                                                                      | Guria Lanchkhuti Kairat Alma-Aty                                 |                                                                        |
| 1990             | Spartak Vladikavkaz                                                                               | Pakhtakor Tashkent Metalurh Zaporizhia                           |                                                                        |
| 1991             | Rotor Volgograd                                                                                   | Tiligul Tiraspol Uralmaș Ekaterinburg                            | Ultimul sezon.                                                         |